# 短苞薹草
短苞薹草（学名：Carex paxii）为莎草科薹草属的植物。分布于朝鲜、日本以及中国大陆的江苏、江西等地，常生于山坡湿地和草地，目前尚未由人工引种栽培。

## 别名
短芒薹草（植物分类学报）